# El Espinazo
El Espinazo är en ort i Mexiko.   Den ligger i kommunen Coroneo och delstaten Guanajuato, i den centrala delen av landet, 160 km nordväst om huvudstaden Mexico City. El Espinazo ligger 2 453 meter över havet och antalet invånare är 231.
Terrängen runt El Espinazo är huvudsakligen kuperad, men den allra närmaste omgivningen är platt. Runt El Espinazo är det ganska tätbefolkat, med 78 invånare per kvadratkilometer. Närmaste större samhälle är Huimilpan, 14,1 km nordost om El Espinazo. I omgivningarna runt El Espinazo växer huvudsakligen savannskog.